# Cryptocarya ambrensis
Cryptocarya ambrensis är en lagerväxtart som beskrevs av Van der Werff. Cryptocarya ambrensis ingår i släktet Cryptocarya och familjen lagerväxter. Inga underarter finns listade i Catalogue of Life.